# شمس‌آباد (اسلام‌شهر)
شمس‌آباد روستایی در دهستان فیروزبهرام بخش چهاردانگه شهرستان اسلامشهر استان تهران ایران است.

## جمعیت
بر پایه سرشماری عمومی نفوس و مسکن در سال ۱۳۹۵ جمعیت این روستا ۲۳۵ نفر (۶۴خانوار) بوده‌است.